# Bakovský potok
Bakovský potok je vodní tok (potok) ve středních Čechách. Odvodňuje zejména Slánsko (tedy téměř celou severní část okresu Kladno) a severovýchodní okraj geomorfologického celku Džbán. Je posledním větším levostranným přítokem Vltavy před jejím ústím do Labe. (vlévá se na jejím 13,8 říčním kilometru) Délka Bakovského potoka činí 44,6 km. Plocha povodí měří 417,7 km².

## Průběh toku
Bakovský potok pramení v lesích na severovýchodním úbočí Džbánu asi 1 km východně od Kroučové v k.ú. Kalivody u Řevničova. Je to velmi blízko rozvodí Ohře, Berounky a Vltavy. Jeho tok je vcelku rovný, po celou dobu svého běhu míří na východ až severovýchod, Od Kalivod a Srbče protéká širokým (ale zprvu hlubokým) údolím, kterému se dříve říkalo Podlesí. Na středním toku plyne téměř bez přítoků, teprve za malou vsí Bakov, ležící mezi Slaným a Zlonicemi, začíná z obou stran nabírat vějířovitě se sbíhající potoky ze souběžných mělkých údolí. V této části toku je vyhlášena přírodní památka Mokřiny u Beřovic, chránící okolí Hobšovického rybníka, významné hnízdiště ptactva. Dále Bakovský potok protéká městem Velvary a u Nové Vsi hlubokým zářezem stéká ke svému ústí do Vltavy.

### Významnější přítoky
- Hřešický potok (L), v Hřešicích
- Byseňský potok (P), před Beřovicemi
- Zlonický potok (L), u Nabdína
- Červený potok (P), ústí ve Velvarech
- Vranský potok (L), u Chržína

### Vodní plochy
Bakovský potok napájí několik rybníků. S rozlohou sedm hektarů je největším z nich Plchovský rybník mezi Pozdní a Plchovem. Po rekonstrukci v letech 1977–1980 sloužil jako zásobárna vody pro zavlažování.

## Vodní režim
Navzdory poměrně velké ploše povodí je Bakovský potok málo vodný, neboť většinu této oblasti představuje téměř bezlesá zemědělská krajina, která patří množstvím srážek k nejsušším v Česku.
Hlásný profil:
| místo   | říční km | plocha povodí | průměrný průtok (Qa) | stoletá voda (Q100) |
| ------- | -------- | ------------- | -------------------- | ------------------- |
| Velvary | 9,50     | 292,46 km²    | 0,49 m³/s            | 70,0 m³/s           |

## Mlýny
Mlýny jsou seřazeny po směru toku potoka.
- Sazenský mlýn – Sazená čp. 38, okres Kladno, kulturní památka
- Satranův mlýn – Vepřek u Nové Vsi, okres Mělník, kulturní památka